# Bonnes (Charente)
 Bonnes  es una población y comuna francesa, en la región de Poitou-Charentes, departamento de Charente, en el distrito de Angoulême y cantón de Aubeterre-sur-Dronne.

## Demografía
| 470 | 448 | 449 | 362 | 341 | 333 |
| Para los censos de 1962 a 1999 la población legal corresponde a la población sin duplicidades (Fuente: INSEE [Consultar]) |     |     |     |     |     |